# Micromonodon saharator
Micromonodon saharator là một loài tò vò trong họ Ichneumonidae.